# Коидзуми, Синдзиро
Синдзиро Коидзуми (яп. 小泉 進次郎; род. 14 апреля 1981 года, Йокосука, Канагава, Япония) — японский политический деятель, член Палаты представителей от «Либерально-демократической партии» (ЛДП), а также министр сельского хозяйства, лесных угодий и рыбного промысла. Ранее занимал посты министра окружающей среды, государственного министра по предотвращению ядерных катастроф и государственного министра по вопросам изменения климата (11 сентября 2019 — 4 октября 2021). Он является вторым сыном бывшего премьер-министра страны Дзюнъитиро Коидзуми и младшим братом актёра Котаро Коидзуми.
После окончания университета Коидзуми работал исследователем в вашингтонском аналитическом «Центре стратегических и международных исследований» и стал активно заниматься политикой в качестве молодого лидера института внешнеполитических исследований «Международный тихоокеанский форум». Он также некоторое время работал политическим секретарём своего отца в последние годы его второго срока на посту премьер-министра. На выборах 2009 года он был избран в Палату представителей на место, которое его отец занимал более 35 лет.
После выборов в 2012 году Коидзуми был назначен в правительство Абэ заместителем министра по реконструкции (30 сентября 2013 —
3 сентября 2014) ответственным за северо-восточный регион Японии, который был опустошён цунами в марте 2011 года и последующей ядерной катастрофой. Он публично выступил против призывов своего отца к Японии немедленно отказаться от ядерной энергетики. В 2019 году премьер-министр Синдзо Абэ назначил Коидзуми в кабинет министров на должность министра окружающей среды, и эту должность он сохранил, когда Ёсихидэ Суга сменил Абэ на посту премьер-министра в сентябре 2020 года. Коидзуми поддержал Таро Коно на выборах председателя ЛДП 2021 года, в результате которых премьер-министром стал Фумио Кисида. Впоследствии он покинул кабинет министров. В сентябре 2024 года Коидзуми баллотировался в качестве кандидата в председатели «Либерально-демократической партии», чтобы сменить Кисиду. Занял первое место по количеству голосов от парламентариев, однако получил третье место по количеству голосов от партийцев по всей стране, тем самым уступив победу Сигэру Исибе.

## Биография

### Ранние годы
Коидзуми — политик в четвёртом поколении семьи Коидзуми. Его отец, Дзюнъитиро Коидзуми, был премьер-министром Японии с 2001 по 2006 год. Его дед, Дзюнъя Коидзуми, был генеральным директором Агентства обороны Японии (ныне министр обороны) и членом Палаты представителей, представляющей 2-й округ Канагавы, место, которое также занимал Дзюнъитиро. Его прадед, Матадзиро Коидзуми, был министром почт и телекоммуникаций, мэром Йокосуки и членом Палаты пэров.
Родители Коидзуми развелись, когда он был ещё малышом. Отец получил опеку над ним и его старшим братом Котаро. Воспитанием детей занималась одна из сестёр Дзюнъитиро — Митико. После развода Синдзиро отдалился от своей матери Каёко, и не встречался ни с ней, ни со своим младшим братом Ёсинагой, пока не достиг совершеннолетия.
Коидзуми родился и вырос в Йокосуке. Во время обучения в средней и старшей школах, он был увлечён игрой в спорт, особенно бейсболом. В дальнейшем учился в Университете Канто Гакуин в Иокогаме, где получил степень бакалавра по экономики в 2004 году. Он также получил степень магистра политологии в Колумбийском университете. Провёл один год в качестве внештатного научного сотрудника в «Центре стратегических и международных исследований» и в качестве молодого лидера «Международного тихоокеанского форума», прежде чем вернуться в Японию в 2007 году. После этого он работал личным секретарём своего отца.

### Член Палаты представителей

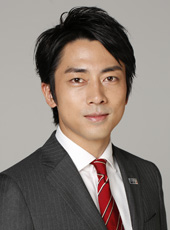
Синдзиро Коидзуми в 2012 году.

После того, как отец Синдзиро Коидзуми объявил об уходе на пенсию в 2008 году, он был избран на место отца в Палату представителей от 11-го округа Канагава на выборах в августе 2009 года, на которых многие другие места ЛДП были проиграны «Демократической партии Японии». Он подвергся критике за то, что был потомственным политиком. Свою кампанию проводил на арендованной Toyota Prius с волонтёрским персоналом.
Коидзуми стал главой фракции молодых законодателей ЛДП в октябре 2011 года, пост, который ранее занимали будущие премьер-министры Такэсита, Уно, Кайфу, Абэ и Асо. В феврале 2012 года он начал проект под названием «Команда 11», в рамках которого 11-го числа каждого месяца члены команды отправлялись в районы региона Тохоку, пострадавшие от землетрясения и цунами 2011 года, чтобы поговорить с местными жителями и отчитаться о состоянии восстановительных работ. Группа насчитывала 82 члена, все моложе 45 лет, по состоянию на март 2013 года. Некоторые наблюдатели сравнивали группу с мощной «фракцией Матимура» во главе с Нобутакой Матимурой с точки зрения её политического веса.
Политик критиковал ЛДП под руководством председателя Садакадзу Танигаки. На своём первом заседании в качестве партийного функционера он заявил, что «имидж партии таков, что она не прислушивается к мнению молодых людей, имеет старые мысли и жёсткую голову. Вот почему доверие не будет восстановлено». Он утверждал в своей речи в ноябре 2011 года, что позиция партии по спорному торговому соглашению о Транстихоокеанском партнёрстве должна быть прояснена. Позже он выступал за разрыв соглашения ЛДП с «Демократической партией Японии» (ДПЯ) и «Комэйто» о проведении реформы системы социального обеспечения и налогообложения, напрямую указывая Танигаки, что миссия партии должна заключаться в свержении правительства ДПЯ и восстановлении контроля над властью ЛДП, при этом проводя сравнения с репутацией своего отца.
В августе 2012 года Коидзуми стал одним из семи законодателей ЛДП, которые отказались выйти из вотума недоверия, выдвинутого Итиро Одзавой против премьер-министра Ёсихико Ноды. При этом ЛДП и «Комэйто» согласились не голосовать за вотум. Хотя Коидзуми голосовал за резолюцию о недоверии, она в конечном итоге была отклонена 246 голосами против 86. В сентябре 2012 года Коидзуми голосовал за Сигэру Исибу против Синдзо Абэ на выборах руководства ЛДП, но не обнародовал свой голос до окончания выборов, чтобы не влиять на голоса других.
Коидзуми был переизбран на выборах в декабре 2012 года, которые восстановили контроль ЛДП над правительством при Абэ. На последующих выборах в Палату советников в июле 2013 года он сосредоточил свои агитационные усилия на зонах бедствий, отдалённых островах и районах с быстрым сокращением населения, выступая с речами в поддержку местных кандидатов ЛДП. Кенити Токой, автор документальной прозы, написавший книгу о Коидзуми, сказал, что его целью было пожать как можно больше рук и оставить впечатление, что он был достаточно добр, чтобы посетить там людей.
В октябре 2013 года он был назначен парламентским секретарём, ответственным за восстановление Тохоку. В этом качестве курировал усилия по восстановлению после стихийных бедствий в префектурах Ивате и Мияги. Исиба, тогдашний генеральный секретарь ЛДП, заявил, что Коидзуми «очень убедительно донёс» до местных жертв стихийных бедствий «то, что он хотел сделать и почему». Токой охарактеризовал это назначение как проверку административных способностей Коидзуми.

### Министр окружающей среды

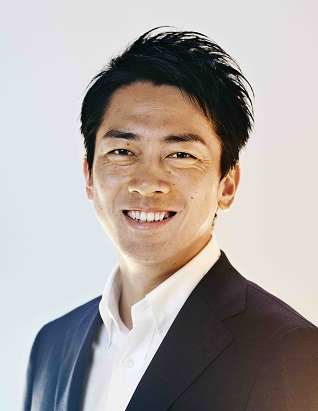
Синдзиро Коидзуми в 2019 году.

В октябре 2015 года и июле 2017 года сообщалось, что Коидзуми рассматривался на официальную должность в кабинете министров при правительстве Абэ в ходе перестановок. 11 сентября 2019 года Абэ назначил Коидзуми министром окружающей среды. Он выступал за экологическую политику, включая прекращение использования Японией ядерной и угольной энергии, несмотря на то, что служил в правительстве, которое считалось скептически настроенным к такой политике.
Однако он поддерживал строительство новых угольных электростанций в Японии, несмотря на их выбросы твёрдых частиц и парниковых газов. Его поддержка строительства двух угольных электростанций в Йокосуке привела к тому, что он стал мишенью для критики.
В конце августа 2020 года, после отставки Синдзо Абэ, Коидзуми был назван возможным преемником. Опрос Kyodo News показал, что почти 9 % опрошенных предпочли бы видеть его на посту премьер-министра, хотя некоторые внутри партии считали его слишком молодым для руководства страной. Коидзуми отказался баллотироваться и поддержал министра обороны Таро Коно на эту должность. После того, как Коно также отказался баллотироваться, Коидзуми и Коно поддержали главного секретаря кабинета министров Ёсихидэ Сугу, политика из Канагавы. В конечном итоге Суга победил на выборах председателя ЛДП и стал премьер-министром. Суга решил оставить Коидзуми на своей должности. Однако низкие рейтинги одобрения и критика действий правительства по борьбе с пандемией COVID-19 привели к тому, что Суга объявил о своей отставке в сентябре 2021 года. На выборах руководства партии 2021 года (которые закончились избранием Фумио Кисиды лидером, а затем и премьер-министром) Коидзуми снова поддержал Коно на эту должность. Когда Кисида сформировал свой первый кабинет в октябре, Коидзуми был заменен Цуёси Ямагути на посту министра окружающей среды.
С 2021 по 2024 год Коидзуми оставался депутатом парламента. Он был избран председателем постоянного комитета по национальной безопасности Палаты представителей в январе 2024 года после того, как предыдущий председатель ушёл в отставку в связи со скандалом с тайным фондом.

### Борьба за лидерство в Либерально-демократической партии

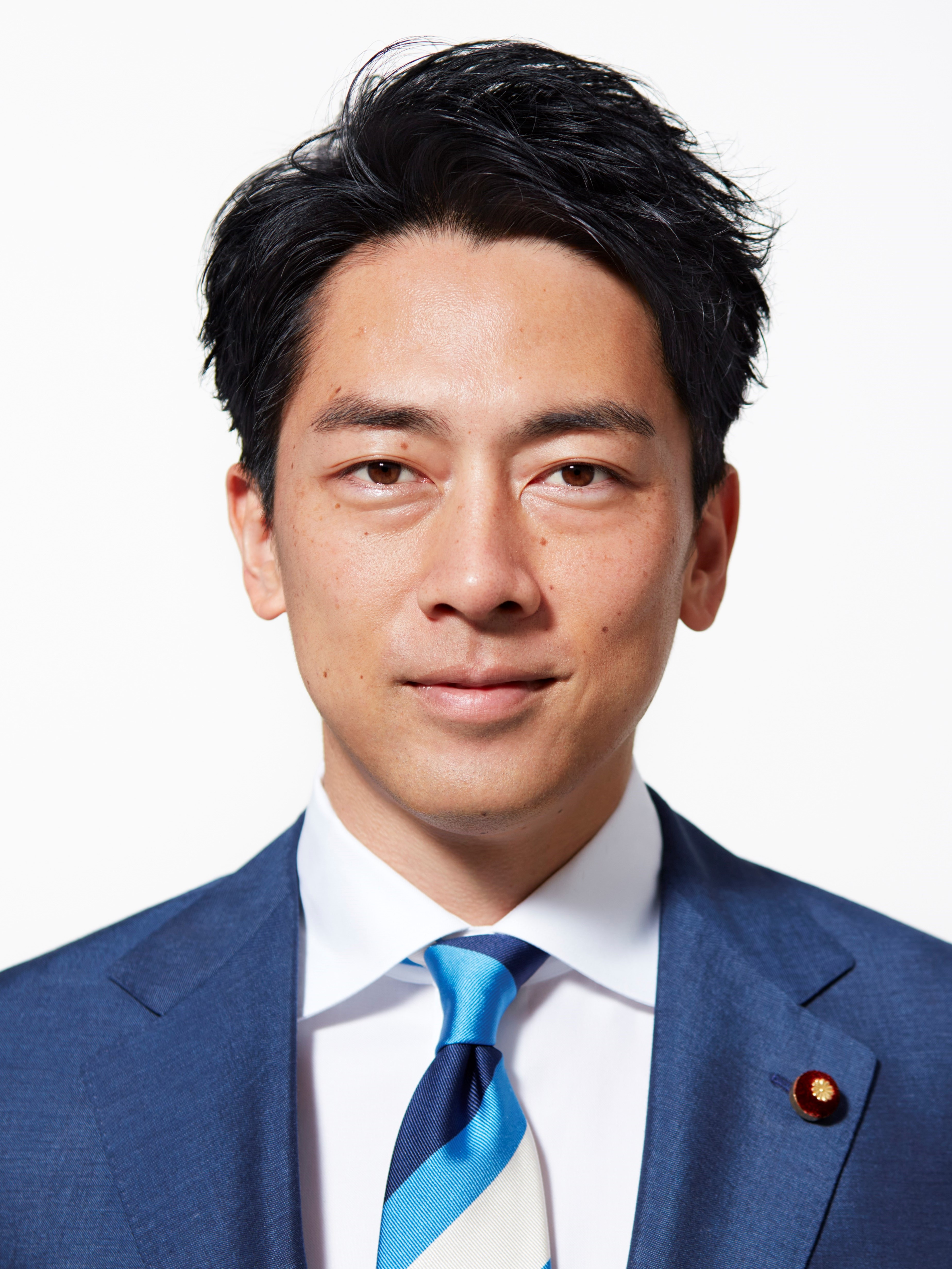
Синдзиро Коидзуми в 2020 году.

Срок полномочий Фумио Кисиды на посту президента ЛДП истекал в сентябре 2024 года. 2 июля его коллеги-центристы Таро Коно и Сигэру Исиба рассматривали возможность баллотироваться на пост председателя партии. 2 июля газета Yukan Fuji сообщила, что Коидзуми, возможно, готовится баллотироваться сам, с целью попасть во второй тур. Во время посещения соревнований по сёрфингу в префектуре Фукусима Коидзуми сказал, что он «тщательно рассматривает» возможность баллотироваться на выборах лидера. 14 августа премьер-министр Фумио Кисида объявил, что не будет баллотироваться на второй срок. К концу августа и Коно, и Исиба уже выдвинули свои кандидатуры.
6 сентября Коидзуми официально объявил о выдвижении своей кандидатуры на пост председателя ЛДП. На пресс-конференции он пообещал ввести законодательство, которое легализовало бы отдельные фамилии для супружеских пар, и предложил провести общенациональный референдум, чтобы определить, следует ли вносить поправки в девятую статью Конституции. Коидзуми пообещал распустить нижнюю палату и объявить парламентские выборы «как можно скорее», если он будет избран председателем, а затем премьер-министром. Его кандидатуру поддержал бывший премьер-министр Ёсихидэ Суга. Коидзуми выступил со своей первой речью на следующий день в токийском районе Гиндза. Вместе с другим фаворитом гонки Сигэру Исибой, Коидзуми был описан как один из «центристов» на этих выборах.
Коидзуми проиграл выборы, заняв третье место после Сигэру Исибы и Санаэ Такаити. Исиба победил Такаити во втором туре выборов, получив поддержку от лагеря Коидзуми. 30 сентября 2024 года будучи председателем ЛДП, Исиба назначил Коидзуми председателем Комитета по избирательной стратегии, высшего партийного органа. Однако 28 октября, на следующий день после досрочных парламентских выборов, Синдзиро Коидзуми подал в отставку с поста председателя Комитета по избирательной стратегии, взяв на себя ответственность за плохой результат партии.

### Министр сельского хозяйства
21 мая 2025 года министр сельского хозяйства, лесных угодий и рыбного промысла Таку Это подал в отставку после спорного заявления 18 мая о том, что он никогда не покупал рис, а вместо этого получал его бесплатно от своих местных избирателей. Эти комментарии были сочтены неуместными на фоне общенационального дефицита риса и, как сообщается, расстроили премьер-министра Исибу. В тот же день Исиба назначил новым министром сельского хозяйства Коидзуми, возглавлявшего Отдел сельского и лесного хозяйства ЛДП и его Комплексный исследовательский совет по политике в области рыболовства. Он заявил, что главной целью Коидзуми на новой должности будет стабилизация цен на рис.
Первым официальным действием Коидзуми на посту министра сельского хозяйства стала временная приостановка торгов на закупленный рис. Он также подтвердил журналистам, что сам закупил рис для своей семьи. Вступив в должность, Коидзуми назвал себя «министром, отвечающим за рис». В речи, произнесённой в министерстве на следующий день после своего назначения, он подчеркнул важность снижения цен на рис, заявив, что испытывает «чувство кризиса» и будет стремиться восстановить общественное доверие к министерству. После своего назначения Коидзуми стремился провести быстрые реформы в министерстве. На своей инаугурационной пресс-конференции он сообщил журналистам, что правительство временно отменит четвёртый процесс торгов на закупленный рис, который первоначально был запланирован на конец мая, и сказал, что он рассматривает возможность отмены конкурсных торгов на рис в пользу его продажи напрямую супермаркетам и предприятиям общественного питания через дискреционные контракты. Коидзуми заявил, что целью министерства будет снижение цен на рис до 2000 иен за 5 килограммов к июню 2025 года.

## Взгляды
Как и отец, Синдзиро посещает храм Ясукуни 15 августа, в годовщину капитуляции Японии во Второй мировой войне. Он посещал его в 2012, 2013 и снова в 2022 году. Он посетил его в 2024 году в рамках подготовки к участию в выборах руководства ЛДП.
В интервью газете «Санкэй симбун» в мае 2013 года он отказался комментировать спорные высказывания мэра Осаки Тору Хасимото о женщинах для утешения, охарактеризовав этот вопрос как вопрос, который следует обсуждать среди экспертов и историков, а не политиков. Он охарактеризовал воспринимаемый националистический сдвиг в японской политике как «китайскую пропаганду» и заявил, что правительству необходимо провести более эффективную кампанию по связям с общественностью против неё, сосредоточившись на успешной реализации абэномики. Он также прокомментировал Конституцию Японии, заявив, что поправки необходимы, но есть и более неотложные проблемы, которые необходимо решить: «Я езжу в зоны бедствия в Тохоку каждый месяц, и конституция ни разу не поднималась как проблема, когда я иду там по улице».
Коидзуми критиковал решение правительства Абэ отменить надбавку к корпоративному налогу, предназначенную для финансирования восстановления Тохоку, и считает, что ядерная энергетика неустойчива в долгосрочной перспективе, что отражает взгляды, высказанные его отцом в 2013 году.
В 2017 году, когда его спросили о его позиции по однополым бракам в Японии в опросе, проведённом «Асахи симбун», Коидзуми не дал ответа. В опросе 2021 года, проведённом NHK, он сказал, что выступает за их легализацию. Когда его снова спросили в 2024 году, Коидзуми не ответил.

## Личная жизнь
7 августа 2019 года телеведущая и ведущая новостей Кристель Такигава объявила, что вышла замуж за Синдзиро Коидзуми. 17 января 2020 года она родила сына. 20 ноября 2023 года она родила дочь. В январе 2020 года Коидзуми привлек международное внимание новостей, когда объявил о своих планах взять двухнедельный отпуск по уходу за ребёнком, когда родится его первый ребёнок.
Помимо японского языка, Коидзуми владеет английским.
Он является генеральным секретарём Лиги диеты серфингистов ЛДП. В сентябре 2023 года он занимался сёрфингом на побережье Фукусимы, чтобы развеять опасения относительно сброса отходов с выведенной из эксплуатации атомной электростанции Фукусима. В июле 2024 года он вернулся в префектуру Фукусима, чтобы заняться сёрфингом с послом США в Японии Рамом Эммануэлем во время летних каникул.